# Любов у бігах
Любов у бігах (англ. Love on the Run) — американська комедійна мелодрама режисера В. С. Ван Дайка 1936 року.

## Сюжет
Майк Ентоні і Барні Пеллс — американські репортери-конкуренти. Їх мета — освітлення двох найбільш значущих подій в Європі: весілля багатої спадкоємиці Саллі Паркер з принцом Ігорем, а також авіапереліт барона і баронеси Спандерманн. Несподівано, передумавши виходити заміж, Саллі тікає з-під вінця і ховається в одній з кімнат готелю від цікавих журналістів.
Майк вривається в номер до Саллі, видавши себе за прихильника її краси і таланту. Йому вдається увійти в довіру до наївної дівчини, і він пропонує себе як супроводжуючого її у втечі від нареченого. З цієї миті і починаються справжні пригоди і комічні неприємності цієї дивної парочки. Їм належить кілька разів переодягнутися, викрасти літак, дізнатися шпигунські секрети барона і баронеси Спандерманн, переночувати в старовинному замку, де їх приймуть за примар Луї XIV і Мадам де Ментенон і багато-багато іншого.
За ці кілька днів біганини і погонь герої полюблять один одного, а преса, в особі репортера Барні, знов поспішить опублікувати сенсацію для перших смуг про новий нечуваний роман між Саллі і Майком.

## У ролях
- Джоан Кроуфорд — Саллі Паркер
- Кларк Гейбл — Майк Ентоні
- Франшо Тоун — Барні Пеллс
- Реджинальд Оуен — барон
- Мона Баррі — баронеса
- Іван Лебедефф — Ігор
- Чарльз Джуделс — лейтенант поліції
- Вільям Демарест — редактор
- Дональд Мік — опікун